# Pero siambona
Pero siambona là một loài bướm đêm trong họ Geometridae.